# Полупериметр
Полупериметр многоугольника — это половина его периметра. Хотя полупериметр является очень простой производной периметра, он столь часто появляется в формулах для треугольников и других геометрических фигур, что ему выделили отдельное наименование. Если полупериметр оказывается в какой-либо формуле, его, обычно, обозначают буквой p.

## Треугольники

В любом треугольнике расстояние вдоль сторон от вершины до точки касания вневписанной окружности на противоположной стороне равно полупериметру.

Полупериметр чаще всего используется для треугольников. Формула полупериметра для треугольника со сторонами a, b и c
{\displaystyle p={\frac {a+b+c}{2}}.}

### Свойства
В любом треугольнике вершина и точка касания вневписанной окружности на противоположной стороне делят периметр треугольника на две равные части, то есть на два пути, длина каждого из которых равна полупериметру. На рисунке показаны стороны A, B, C и точки касания A', B', C', тогда
{\displaystyle p=|AB|+|A'B|=|AB|+|AB'|=|AC|+|A'C|}
{\displaystyle =|AC|+|AC'|=|BC|+|B'C|=|BC|+|BC'|.}
Три отрезка, соединяющих вершины с противоположными точками касания, пересекаются в одной точке — точке Нагеля.
Если рассмотреть отрезки, соединяющие середины сторон с точками, отстоящими (вдоль сторон) от этой середины на полупериметр, то эти отрезки пересекаются в одной точке — центре окружности Шпикера, которая является окружностью, вписанной в серединный треугольник. Центр Шпикера является центром тяжести сторон треугольника.
Прямая, проходящая через центр вписанной окружности треугольника делит периметр пополам в том и только в том случае, когда она делит пополам площадь.
Полупериметр треугольника равен периметру его серединного треугольника.
Из неравенства треугольника вытекает, что длина наибольшей стороны треугольника не превосходит полупериметр.

### Формулы с полупериметром
Площадь S любого треугольника является произведением радиуса его вписанной окружности и полупериметра:
{\displaystyle S=pr.}
Площадь треугольника можно вычислить исходя из его полупериметра и длин сторон a, b, c по формуле Герона:
{\displaystyle S={\sqrt {p\left(p-a\right)\left(p-b\right)\left(p-c\right)}}.}
Радиус описанной окружности R треугольника можно также вычислить из его полупериметра и длин сторон:
{\displaystyle R={\frac {abc}{4{\sqrt {p(p-a)(p-b)(p-c)}}}}.}
Эту формулу можно вывести из теоремы синусов.
Радиус вписанной окружности равен
{\displaystyle r={\sqrt {\frac {(p-a)(p-b)(p-c)}{p}}}.}
Теорема котангенсов даёт котангенсы половин углов в вершинах треугольника в терминах полупериметра, сторон и радиуса вписанной окрухности.
Длина биссектрисы внутреннего угла, противоположного стороне a, равна
{\displaystyle t_{a}={\frac {2{\sqrt {bcs(p-a)}}}{b+c}}.}
В прямоугольном треугольнике радиус вневписанной окружности на гипотенузе равен полупериметру. Полупериметр равен сумме радиуса вписанной окружности и удвоенного радиуса описанной. Площадь прямоугольного треугольника равна {\displaystyle (p-a)(p-b)}, где a и b — катеты.

## Четырёхугольники
Формула для полупериметра четырёхугольника со сторонами a, b, c и d
{\displaystyle p={\frac {a+b+c+d}{2}}.}
Одна из формул для треугольников, использующая полупериметр, применима также и к описанным четырёхугольникам, которые имеют вписанную окружность и сумма длин противоположных сторон которых равна полупериметру. А именно, это формула площади фигуры:
{\displaystyle K=pr.}
Простейшая форма формулы Брахмагупты для площади четырехугольника вписанного в окружность имеет вид, близкий к формуле Герона для площади треугольника:
{\displaystyle K={\sqrt {\left(p-a\right)\left(p-b\right)\left(p-c\right)\left(p-d\right)}}.}
Соотношение Бретшнайдера обобщает формулу для всех выпуклых четырёхугольников:
{\displaystyle K={\sqrt {(p-a)(p-b)(p-c)(p-d)-abcd\cdot \cos ^{2}\left({\frac {\alpha +\gamma }{2}}\right)}},}
где {\displaystyle \alpha } и {\displaystyle \gamma } — два противоположных угла.
Четыре стороны вписанно-описанного четырёхугольника являются четырьмя решениями уравнения четвёртой степени, параметрами которого являются полупериметр, радиус вписанной окружности и радиус описанной.

## Правильные многоугольники
Площадь выпуклого правильного многоугольника равна произведению его полупериметра на расстояние от центра до одной из сторон.